# Jonathan Brownlee
Jonathan Brownlee (n. 30 aprilie 1990, Leeds, Anglia, Regatul Unit) este un triatlonist ce a reprezentat Regatul Unit al Marii Britanii și al Irlandei de Nord, medaliat olimpic. A participat la 3 ediții ale Jocurilor Olimpice (2012, 2016, 2020) în care a câștigat o medalie de aur și o medalie de bronz.